# Сфінгозин
Сфінгозин (2-аміно-4-октадецен-1,3-діол) це аліфатічний аміноспирт з ненасиченим C18-вуглеводневим скелетом, який є основою сфінголіпідів, класу ліпідів клітинноï мембрани, до якого входить такий важливий фосфоліпід як сфінгомієлін. 

## Функціï
Сфінгозин може фосфорилюватися в клітині кіназами: сфінгозинкіназою першого та другого типу.  Це призводить до утворення сфінгозин-1-фосфату, потентного сигнального ліпіду. Окрім того, сфінгозин та керамід є сигнальними ліпідами, які беруть участь в різних клітинних процессах (наприклад, виклик апоптозу або гибелі клітини).

## Біосинтез
Сфінгозин синтезується із пальмітоіл CoA та серину в результаті конденсаціï, яка призводить до дегідросфінгозину.
Далі, дегідросфінгозин відновлюється за посредництво NADPH до дигідросфінгозину (сфінганину), і потім окислюється за допомогою FAD у сфінгозин.
Прямого синтезу з сфінганину до сфінгозину не існує; натомість, він має бути спершу ацильований до дигідросфінгозину, який вже потім дегідрогенізуєтьсиа до кераміду. Сфінгозин утворюється внаслідок деградаціï сфінголіпідів у лизосомі. 

## Додаткові зображення

Сфінголіпідози
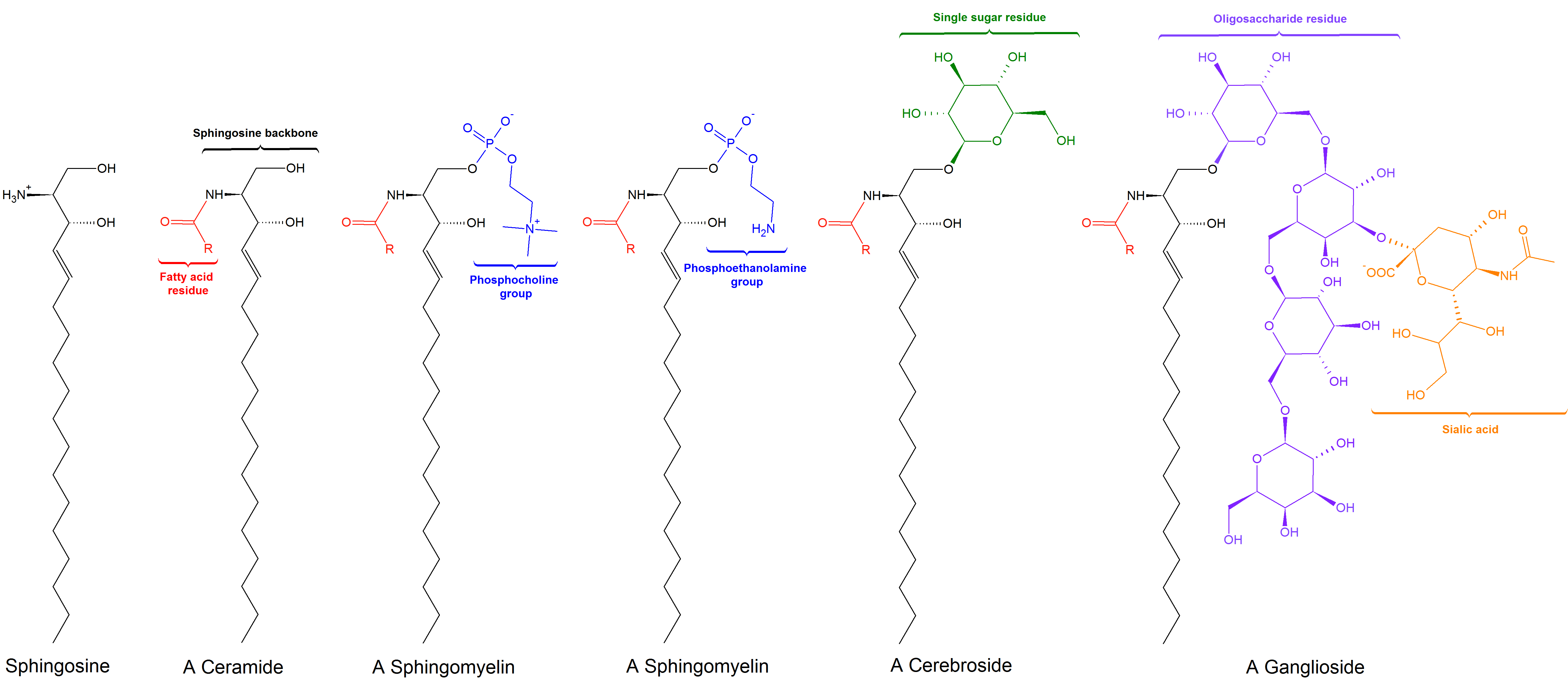
Структурні формули сфінголіпідів